# Ospatulus palaemophagus
Ospatulus palaemophagus је зракоперка из реда Cypriniformes. 

## Угроженост
Ова врста се сматра угроженом.

## Распрострањење
Филипини су једино познато природно станиште врсте.

## Станиште
Станиште врсте су слатководна подручја.